# Institut libre de journalisme
L'Institut libre de journalisme (ILDJ) est une école privée de journalisme, créée à Paris en 2018 par Alexandre Pesey.

## Historique
En novembre 2017, le projet d’Institut libre de journalisme est présenté lors de la première soirée caritative La Nuit du Bien Commun par Jean-Baptiste Giraud, cofondateur et directeur de la rédaction d’Économie matin, afin de recueillir des dons,. Un an plus tard, l'ILDJ est créé en 2018 par Alexandre Pesey, cofondateur et directeur de l'Institut de formation politique à Paris. Les locaux de l'Institut libre de journalisme sont situés dans ceux de l'Institut de formation politique,.
L’école parisienne propose une formation pendant dix week-ends sur 12 mois. Louis Daufresne (rédacteur en chef de Radio Notre-Dame) et Jean-Baptiste Giraud (rédacteur en chef d'Économie matin) sont les directeurs pédagogiques de l'Institut libre de journalisme. En octobre 2024, le premier mastère en alternance est ouvert au sein de l'école,. Les cours concernent principalement les aspects techniques du métier, ils sont complétés par des conférences, qualifiées par Le Monde de « très politiques ». Une quarantaine de journalistes interviennent pour présenter leur parcours et conseiller les élèves, dont Élisabeth Lévy, Mathieu Bock-Côté, Christine Kelly, Charlotte d'Ornellas, Jordan Florentin, Bernard de la Villardière, Sonia Mabrouk, Nicolas Doze et Christophe Barbier,,… 
Pour Le Monde, l'Institut libre de journalisme est proche des réseaux de Vincent Bolloré et de Pierre-Édouard Stérin, ses élèves intègrent les médias de la « droite réactionnaire ». Selon Arrêt sur images, l'Institut libre de journalisme est dirigé par des journalistes qui tiennent publiquement des propos anti-immigration. Pour La Lettre, l'Institut libre de journalisme forme des journalistes destinés à la « bataille culturelle contre le camp progressiste » en tentant de placer ses élèves dans les grands médias.
La Lettre relate en décembre 2024 que Jean-Baptiste Giraud a été écarté de l'ILDJ après un conflit interne avec Alexandre Pesey.